# 德拉奇夫希納
51°17′28″N 31°22′24″E / 51.29111°N 31.37333°E
德拉奇夫希納（烏克蘭語：Драчівщина），是烏克蘭北部切爾尼希夫州切爾尼希夫區伊萬尼夫卡市鎮的村落。始建於1924年，面積0.11平方公里，海拔高度114米，2024年人口5，人口密度每平方公里217人。